# Cyrille Thièry
Cyrille Thièry (Lausanne, 27 september 1990) is een Zwitsers voormalig wielrenner.

## Carrière
Hij combineerde zowel het wegwielrennen als het baanwielrennen. Hij reed in 2020 voor Swiss Racing Academy. In 2011 won Thièry samen met Silvan Dillier de koppelkoers tijdens de Europese kampioenschappen baanwielrennen voor beloften. Thièry heeft deelgenomen aan de Olympische Zomerspelen van 2016 in Rio de Janeiro hij behaalde hier een zevende plaats op de ploegenachtervolging. Bij de volgende Spelen in Tokio reed hij met Stefan Bissegger, Robin Froidevaux en Valère Thiébaud naar een achtste plaats op de ploegenachtervolging.

## Palmares

### Wegwielrennen
2008
 Zwitsers kampioenschap tijdrijden, Junioren
2018
1e etappe An Post Rás

### Baanwielrennen
| Jaar    | BK                                                                     | EK                                     | WK                                       | Overige                                    |
| Belofte | Belofte                                                                | Belofte                                | Belofte                                  | Belofte                                    |
| ------- | ---------------------------------------------------------------------- | -------------------------------------- | ---------------------------------------- | ------------------------------------------ |
| 2011    |                                                                        | koppelkoers · ploegenachtervolging     |                                          |                                            |
| 2012    |                                                                        | ploegenachtervolging · 6e koppelkoers  |                                          |                                            |
| Elite   |                                                                        |                                        |                                          |                                            |
| 2008    | ploegenachtervolging                                                   |                                        |                                          |                                            |
| 2009    | ploegenachtervolging · puntenkoers · 7e koppelkoers                    |                                        |                                          |                                            |
| 2010    | teamsprint · 5e koppelkoers · 10e puntenkoers                          |                                        | 15e ploegenachtervolging                 | Vierdaagse van Nouméa                      |
| 2011    | ploegenachtervolging · koppelkoers                                     | koppelkoers                            |                                          | Tilburg: · eindklassement                  |
| 2012    | koppelkoers · teamsprint · scratch · ploegenachtervolging              |                                        | 11e ploegenachtervolging 12e koppelkoers |                                            |
| 2013    | koppelkoers · 9e omnium                                                | 5e derny                               |                                          |                                            |
| 2014    | ploegenachtervolging · kopelkoers · puntenkoers                        |                                        |                                          |                                            |
| 2015    | omnium                                                                 |                                        | 19e scratch                              |                                            |
| 2016    | achtervolging · puntenkoers · koppelkoers · 7e omnium · 7e scratch     |                                        |                                          | Olympische Spelen: 7e ploegenachtervolging |
| 2017    | achtervolging · koppelkoers · puntenkoers                              | 7e ploegenachtervolging                | 6e ploegenachtervolging                  |                                            |
| 2018    | omnium · 5e koppelkoers                                                | ploegenachtervolging · 4e puntenkoers  | 6e ploegenachtervolging 16e puntenkoers  |                                            |
| 2019    | achtervolging · koppelkoers · 6e puntenkoers · 8e scratch · 10e omnium | 4e ploegenachtervolging 9e puntenkoers | 6e ploegenachtervolging 14e puntenkoers  |                                            |
| 2020    | achtervolging · koppelkoers                                            |                                        | 10e puntenkoers                          |                                            |
| 2021    | koppelkoers · 7e omnium                                                |                                        |                                          | Olympische Spelen: 8e ploegenachtervolging |

## Ploegen
- 2018 –  IAM Excelsior
- 2019 –  Swiss Racing Academy
- 2020 –  Swiss Racing Academy
- 2021 –  Swiss Racing Academy